# Petrik Ferenc
Petrik Ferenc (Újpest, 1933. november 20. – 2020. április 2.) magyar jogász.

## Családja
Felesége, Krebs Ilona, házasságot 1958. június 16-án kötöttek a római katolikus egyház szertartása szerint.
Két fia született, akik a keresztségben a Ferenc és Béla neveket kapták.
Unokái: Máté, Zsófi, Gergely, Dorottya, Veronika, Lőrinc, Bence, Áron, Dédunokája Liza, Nimród

## Tanulmányai
Gimnáziumi évei alatt újságírónak, szerkesztőnek készült, belső munkatársa volt a Cserkészfiúk című lapnak.
1952–56 között végezte el az ELTE Állam- és Jogtudományi karát, summa cum laude (vörös diplomás), ahol – olyan neves tanárai, mint Marton Géza, Világhy Miklós, Beck Salamon, Nizsalovszky Endre, Világhy Miklós kristálytiszta polgári jogi dogmatikus gondolkodása hatására – egy életre elkötelezte magát a civilisztika mellett.

## Munkássága
Az egyetem után fogalmazó lett az újpesti járásbíróságon. 1959-ben tette le a bírói vizsgát, de 1962-ben berendelték az Igazságügyi Minisztériumba. Ott először a Titkárságon panaszleveleket intézett, majd 1964-ben átkerült a jogi szakma presztízságazatának tekintendő Törvény-előkészítő Főosztályra, ahol az akkori jogászi szakma elitjével dolgozott együtt. Kezdetben családjoggal foglalkozott, majd az 1970-es évek elején gazdasági joggal. 1974-ben a Gazdasági Kodifikációs Osztály vezetője lett, nevéhez fűződik az 1977-es Polgári Törvénykönyv reformja, amely a Ptk.-ból kiiktatta a tervszerződéseket, megszüntette a szerződési alapfeltételeket és a szocialista szervezet kategóriáját, bevezette a nem vagyoni kártérítés intézményét és az alapítványokat.
A hatvanas évektől kezdve számtalan törvény szerzője vagy szerzőtársa, így például a szabadalmi oltalomról, a szerzői jogról szóló törvényeknek, a hetvenes években a bíróságokról szóló törvénynek, az egységes társadalombiztosítási kódexnek, a környezetvédelmi törvénynek, továbbá a tisztességtelen gazdasági tevékenységről, a gazdasági társulásokról szóló törvényerejű rendeleteknek. A nyolcvanas évek második felében a felszámolásról, az adókról, a versenytárgyalásokról, a cégbírósági eljárásról szóló jogszabályok, továbbá olyan a rendszerváltást elősegítő törvények kidolgozója, mint az egyesülési törvényé, gyülekezési jogról szóló törvényé. A nyolcvanas évek második felében megalkotója a jogalkotásról szóló, 1987-ben megjelent törvénynek, amely többek között visszaállította a törvényalkotásnak a  demokráciákban elfoglalt helyét.
1970-től ötletgazdája és műsorvezetője a Magyar Televízió Jogi esetek című műsorának, amely abban az időben a televízió egyik legnézettebb műsora volt, mely a nem jogász végzettségű nézők körében végzett jogi ismeretterjesztést, felvilágosítást, a hiányzó fogyasztóvédelmi, ombudsmani szerepet pótolta. 1970–1978 között ő volt a Magyar Televízió legfoglalkoztatottabb forgatókönyvírója, havonta 30-40 percnyi forgatókönyvet írt.
1978-ban igazságügyi miniszterhelyettesként a teljes magyar jogalkotás irányítója lett.
1988 nyarától Legfelsőbb Bíróság elnökhelyetteseként megszervezte a Közigazgatási Kollégiumot, amellyel újra teremtette a közigazgatási bíráskodást. A Kúria Közigazgatási Kollégiumának vezetőjeként vonult nyugdíjba.
A nyolcvanas évek végén létrehozta és vezette a Deák Ferenc Továbbképző Jogakadémiát, amely 1998-tól a Pázmány Péter Katolikus Egyetem jogi továbbképző intézetévé vált. Az egyetem professor emeritusa.
Hosszú évekig szerkesztője a Bírósági Határozatoknak és alapítástól megszűnéséig szerkesztője a Közigazgatási Döntvénytárnak.
Negyedszáznál több jogi kötet szerzője, így többek között a Százegy jogi eset, a Perben a joggal, A törvénybe zárt szerelem, A törvényszerkesztő dilemmái, Az elvarázsolt tulajdon című köteteké. Számos kódex kommentárjának szerkesztője és szerzője, így a Polgári Törvénykönyvé, a Polgári Perrendtartásé, Az ingatlan-nyilvántartásé, a Közigazgatási eljárás szabályaié, és más törvényeké, száznál több tanulmány, cikk szerzője.

## Kitüntetései
- A Magyar Köztársasági Érdemrend középkeresztje (2003)
- Igazságügyi Miniszteri Elismerő Oklevél (2016)
- A Munka Érdemrend ezüst fokozata (1967)
- A Munka Érdemrend arany fokozata (1977)
- Az Igazságügyi Törzsgárda arany fokozata (1987)
- A Közigazgatási Bírák Egyesületének örökös tagja
- Magyary Zoltán-emlékérem (2004)